# Io e la boxe
Io e la boxe (Battling Butler) è un film del 1926 diretto e interpretato da Buster Keaton.
Come nei precedenti The Saphead (1920) e Il navigatore (1924), anche qui il Keaton interpreta il ruolo di un riccone che si trova alle prese con attività a cui non è abituato (in questo caso nel classico tema cinematografico della boxe) e alle quali si deve adattare con l'ingegno e la furbizia.

## Trama
Il film si basa su uno spettacolo teatrale chiamato Battling Buttler ed interpretato da Charlie Ruggles al Selwyn Theatre e poi al Times Square Theatre per il Broadway theatre dal 1923 arrivando a 313 recite.
Alfred, figlio di un milionario, viene spedito dal padre sui monti, in una vacanza "forzata" col proprio maggiordomo, per farsi le ossa e staccare da una vita oltremodo agiata: si innamora di una ragazza e vorrebbe sposarla, ma i genitori di lei vogliono che abbia al suo fianco un uomo atletico e forte. Il maggiordomo decide così di spacciare il padrone Alfred per il pugile Battling Butler, suo omonimo. Alfred è coinvolto in una serie di equivoci e paradossi, ma la trovata regge, fino a quando giunge al paese il vero pugile e i due si devono sfidare.

## Produzione
Il film fu prodotto dalla Buster Keaton Productions. Conosciuto in Italia anche come Se perdo la pazienza..., è l'ultimo film di Keaton per la Metro-Goldwyn-Mayer: le ingerenze dei produttori nella realizzazione dei suoi film portano il regista, forte dei successi al botteghino, a cercare una maggiore libertà artistica.
Il successivo The General viene infatti prodotto dalla United Artists.

### Luoghi delle riprese
Il film venne girato in esterni in California a Bakersfield e sul Kern River. Altre riprese furono effettuate a Los Angeles all'Olympic Auditorium al 1801 S. Grand Avenue, Downtown e ai Talmadge Apartments al 3278 del Wilshire Boulevard.

## Distribuzione
Distribuito dalla MGM, il film uscì in sala il 19 settembre 1926. In Spagna il film uscì nel 1927 in una versione di 61 minuti.

### Data di uscita
IMDb
- USA	19 settembre 1926
- Germania	11 marzo 1927
- Finlandia	14 marzo 1927
- Spagna	16 aprile 1927	 (Madrid)
- Portugal	11 gennaio 1928
- Spagna	12 maggio 1982	 (riedizione)

Alias
- Battling Butler  	USA (titolo originale)
- Boxeur... Por Amor Dela	Portogallo
- Bunyós Butler	Ungheria
- Buster Keaton, der Killer von Alabama	Germania
- Buster, a bunyós	Ungheria
- Der Killer von Alabama	Germania
- El último round	Spagna
- El boxeador	Spagna
- Ich bin der Größte	Germania
- Rakkaus ja romahdus	Finlandia
- Schlag auf Schlag	Germania
- Se perdo la pazienza...	Italia
- Sista ronden	Svezia

### Critica
- (...) "ancora una volta la struttura narrativa è compatta e omogenea, tutt'altro che affidata al caso (...) "[3].